# Kleinzoo Wasserstern
Koordinaten: 48° 45′ 55″ N, 11° 24′ 9″ O
Der Kleinzoo Wasserstern ist ein vom gleichnamigen Verein gegründeter und betriebener Zoo in der bayerischen Stadt Ingolstadt.

## Geschichte
Im Jahr 1908 gründeten 24 Mitglieder in Ingolstadt eine Abteilung des Vereins für biologische Aquarien- und Terrarienkunde Wasserstern Augsburg, nachdem sie eine Reihe aus Augsburg mitgebrachter Fische, Schildkröten, Eidechsen und Schlangen begutachtet hatten. Nach fünf Jahren löste sich die Gruppe vom Stammverein ab. 1932 wurde ein Stück Land an der Schutter erworben und mit dem Bau der Freilandanlage begonnen. 1937 wurde das Vereinsheim gebaut.
Im Zweiten Weltkrieg erschoss die amerikanische Armee den Alligator Maxl. 1949 war die erste Ausstellung nach dem Krieg zu sehen. Im darauffolgenden Jahr wurde im Keller des Vereinsheims eine Aquarienanlage errichtet, welche 1963 abgerissen und bis 1966 durch eine moderne Anlage ersetzt wurde. Von 1951 bis 2015 lebte ein weiterer Alligator namens Maxl im Zoo. In den 1960er Jahren entstanden mehrere Käfige und Gehege für Säugetiere südlich der Schutter. 1984 erhielt der Verein den 1. Preis für die Neugestaltung des Schutterufers beim Landesweiten Wettbewerb Naturnahe Gewässer. Mitte der 1990er Jahre wurde ein neues Terrarienhaus („Maxlhaus“) gebaut. In einem 2012 erbauten Affenhaus wurden verschiedene Affenarten gehalten, aktuell eine Gruppe Indischer Hutaffen, deren artgerechte Haltung aber 2020 durch eine Tierrechte-Gruppe bemängelt wurde. 2021 wurde das „Maxlhaus“ um eine Außenvoliere ergänzt. Nach einigen Jahren ohne Aquaristik eröffnet ebenfalls 2021 das neue Aquarienhaus mit Süß- und Meerwasseraquarien.
Der Kleinzoo nimmt über Citizen Conservation an Erhaltungszuchtprogrammen bedrohter Amphibien und Fische teil.

## Tiere und Anlagen
Säugetiere
- Azara-Aguti
- Degu
- Deutsche Riesen
- Indischer Hutaffe
- Lisztäffchen
- Meerschweinchen
- Roter Nasenbär
- Weißbüscheläffchen

Reptilien
- Bartagame
- Falsche Landkarten-Höckerschildkröte
- Gelbwangen-Schmuckschildkröte
- Gemeiner Blauzungenskink
- Blauer Baumsteiger
- Griechische Landschildkröte
- Grüner Leguan
- Köhlerschildkröte
- Königspython
- Malaiische Dornschildkröte
- Mississippi-Höckerschildkröte
- Ritteranolis
- Rotbauch-Spitzkopfschildkröte
- Rotwangen-Schmuckschildkröte
- Südliche Madagaskarboa
- Yacare-Kaiman

Vögel
- Gelbbrustara
- Nymphensittich
- Blaustirnamazone
- Schneeeule
- Westsibirischer Uhu
- Japanwachtel

Amphibien
- Gelbgebänderter Baumsteiger
- Blauer Baumsteiger
- Vietnamesischer Krokodilmolch
- Lemur-Laubfrosch

Fische
- Madagaskar-Ährenfisch
- Mangarahara-Buntbarsch
- Roter Piranha
- Diskusbuntbarsch
- Meerwasserfische
- Schwarzer Pacu